# El Triunfo primera sección
El Triunfo primera sección, también llamada Cardona es una localidad del municipio de Juárez ubicado en el noroeste del estado mexicano de Chiapas.

## Geografía
La localidad de El Triunfo primera sección se sitúa en las coordenadas geográficas 17°36′30″N 93°14′05″O / 17.608333, -93.234722, a una elevación de 66 metros sobre el nivel del mar.

## Demografía
Según el Conteo de Población y Vivienda 2005, efectuado por el Instituto Nacional de Estadística y Geografía, El Triunfo primera sección tenía 1083 habitantes, en 2010 la población era de 1141 habitantes, y para 2020 había 1209 habitantes, de los cuales 583 son del sexo masculino y 623 del sexo femenino.
| Gráfica de evolución demográfica de El Triunfo entre 2005 y 2020 |
|                                                                  |
| INEGI.                                                           |